# NGC 854
NGC 854 is een balkspiraalstelsel in het sterrenbeeld Oven. Het hemelobject werd op 1 september 1834 ontdekt door de Britse astronoom John Herschel.

## Synoniemen
- PGC 8388
- ESO 354-47
- MCG -6-5-38
- AM 0209-360
- IRAS02093-3604